# STONITH
STONITH steht für „Shoot The Other Node In The Head“ (englisch für „Schieß dem anderen Knoten in den Kopf“) oder „Shoot The Offending Node In The Head“ (englisch für „Schieß dem fehlerhaften Knoten in den Kopf“), manchmal auch STOMITH „Shoot The Other Member/Machine In The Head“ (englisch für „Schieß dem anderen Mitglied/der anderen Maschine in den Kopf“) und ist eine Technik für das Abgrenzen eines Knotens (englisch nodes) innerhalb eines Computerclusters (Serverfarm).
Wird die Arbeit eines Knotens (einzelner Computer) in einem Computercluster wegen eines Fehlers von einem anderen Knoten übernommen, muss der fehlerhafte Knoten an der Weiterarbeit gehindert werden. Die einfache Idee hinter STONITH ist, den fehlerhaften Knoten durch automatisches Unterbrechen der Stromzufuhr oder dem absichtlichen Auslösen einer Kernel panic an der Weiterarbeit zu hindern.
Zwei Knoten, die im gleichen Computercluster exakt den gleichen Vorgang durchführen, können zu katastrophalen Ergebnissen führen – z. B. dem gleichzeitigen Speichern von Daten auf einem gemeinsamen Datenspeicher (Shared Storage). STONITH ermöglicht einen effektiven, wenn auch drastischen Schutz vor diesem Problem.